# Siège de Metz (1489)
Pour les articles homonymes, voir siège de Metz.
Guerres féodales en Lorraine
Le siège de Metz de 1489 oppose le duc René II de Lorraine aux riches bourgeois de la République messine. Malgré un blocus en règle, René II n’arrive pas à prendre Metz et le siège est levé.

## Contexte historique
Au XIVe et XVe siècles, la Lorraine est le théâtre régulier d’affrontements entre différents seigneurs du Saint-empire romain germanique. Les ducs de Lorraine, de Bar, de Luxembourg, les comtes de Deux-Ponts, de Vaudémont, l’archevêque de Trêves, les évêques de Metz, Toul et Verdun, s’allient ou s’opposent au gré des circonstances, dans un monde fortement marqué par la féodalité. Les sièges successifs de 1444 et 1473 n’ayant pas permis de prendre la ville de Metz, ni par la force, ni par la ruse, le duc de Lorraine René II, dont l'oncle vient d'être nommé sur le siège épiscopal de la cité, décide de faire le blocus de la ville, en octobre 1489.

## Siège de Metz
Le blocus de la cité commence en octobre 1489. Aidé par 1639 nobles, capitaines et hommes d'armes, le duc s'attaque au Pays messin. Les villages de Louvigny, Ancy et Sainte-Ruffine sont pillés. Les châteaux de Vry et de Secourt résistent. Le blocus se poursuit, les routes et chemins étant gardés par les troupes ducales, qui arrêtent la plupart des messagers messins, chargés de recruter des mecennaires en Allemagne, en Bourgogne, en Flandre, en Picardie, dans le Hainaut et dans le Brabant. Certains émissaires arrivent toutefois à passer à travers les lignes, obtenant du secours de différents seigneurs alliés. Ainsi, environ 120 mercenaires germanophones, dont le seigneur d'Helfenstein, se joignent rapidement aux troupes messines. 
En 1490, la cité messine réussit à recruter 1500 cavaliers et 800 fantassins, venus de Bourgogne, de France, de Lombardie, d’Espagne, de Biscaye, de Gascogne, du Hainaut, de Picardie, d’Allemagne, de Croatie et d’Albanie. En avril 1490, le duc René prend le château de Moulins-lès-Metz, au sud-ouest de Metz, qui devient une base arrière, pour ses troupes. Une colonne armée, d'environ 400 chevaux et 6000 fantassins, effectue une sortie de la cité fortifiée pour le déloger, mais doit bientôt s’arrêter, face aux tirs nourris de l'artillerie lorraine. Le duc René poursuit son encerclement, harcelant les troupes messines. Le château de la Horgne et celui de la Grange-aux-Ormes sont incendiés, comme les villages de Scy et de Chazelles. Le gibet du mont Saint-Quentin, symbole du droit de justice de la cité messine, est détruit. 
Le doute finit toutefois par s'installer parmi les assiégeants. Des mercenaires gascons, estimant être mal payés par René II, changent de camp. Ils se rallient aux mercenaires bourguignons, déjà à la solde de Metz. Par dérision, les messins écrivent alors des ballades, raillant l'avarice du duc René et les soldats lorrains : 
Vive Bourgogne et Ostriche,

Et Mets la noble cité,

Et confonde ces Loherains chiche,

Remply de toutes iniquités!
.

## Premier règlement du conflit
Grâce à l'archevêque de Trèves, Jean II de Bade, une première trêve est signée le 18 juin 1490. Un « Te Deum laudamus » est alors triomphalement donné, avec grandes orgues et chanteurs, à la cathédrale Saint-Étienne, en l'honneur de l'archevêque. Début juillet 1490, les troupes de mercenaires « Bourguignons, François, Gascons et Espaignoilles », dont les gages sont dûment payés, et les prisonniers rachetés par la cité, quittent paisiblement Metz, pour le duché de Luxembourg. Des mercenaires de langue allemande, environ 400, demandent à conserver, en plus de leurs gages, leurs chevaux. Raisonnés, ils obtempèrent et repartent à leur tour.

## Nouvelle tentative ducale
Sa tentative de blocus ayant échoué, le duc de Lorraine décide, en 1491, de prendre la ville par la ruse. Il souhaite soudoyer un membre des Treize, le paraige Jean de Landremont, pour se faire remettre les clefs de la cité. Il envoie un émissaire, l'italien Jennon de la Molise, pour acheter le patricien, qui accepte d'aider les Lorrains, moyennant finances. En novembre 1491, les deux complices soudoient à leur tour Charles Cauvelet, un capitaine breton, chargé de la garde de la porte du Pont Thieffroy. Ce dernier et Landremont conviennent d'ouvrir les portes de la ville aux soldats lorrains, la nuit de la Sainte-Catherine. Dénoncé par Cauvelet au dernier moment, Landremont est arrêté, mais l'émissaire italien, dont l'épouse est messine, arrive à s'échapper. 
Malgré l'intercession du duc René, Landremont est jugé coupable et condamné à mort le 5 janvier 1492, pour crime de haute trahison. Pour servir d'exemple, et pour décourager toute nouvelle tentative de subversion, Landremont fut châtié avec une sévérité exemplaire, comme un traître, en place publique. L’exécution eut lieu place de Chambre, où le condamné se vit éviscéré, puis décapité, avant que son corps ne soit démembré et exposé par quartier, sur différentes portes de la ville. Pour sa loyauté, le capitaine Cauvelet fut récompensé, recevant une forte prébende et l'Hôtel Saint-Livier en viager.

## Second règlement du conflit
Après l’exécution de Landremont et la visite de Maximilien, futur empereur du saint-Empire, les négociations de paix aboutissent finalement en mai 1493. Ce fut la dernière tentative du duché de Lorraine d'annexer la ville libre de Metz. Les dissensions politiques et religieuses qui virent le jour dans la cité, au début du XVIe, affaiblirent la République messine, qui accepta de signer, le 13 janvier 1533, un « traité d'amitié, union, alliance et confédération », avec le duc Antoine de Lorraine, auréolé de sa victoire sur les rustauds.

## Sources
- Philippe de Vigneulles: La Chronique de Philippe de Vigneulles (retranscription de Charles Bruneau), Société d'histoire et d'archéologie de la Lorraine, Metz, 1929.
- Huguenin, Jean-François: Les chroniques de la ville de Metz, Le Doyen de St Thiébault, Jean Aubrion, Philippe de Vigneulles, Praillon, Annales messines, 900-1552, ed S. Lamort, Metz, 1838.
- Henry Klipffel: Metz, cité épiscopale et impériale (Xe au XVIe siècle). Un épisode de l’histoire du régime municipal dans les villes romanes de l’empire germanique, Mémoires de l'Académie royale de Belgique, Année 1867 (article en ligne).
- René Bour: Histoire de Metz, Metz, 1989.
- François-Yves Le Moigne : Histoire de Metz, 1986.
- Michel Parisse: (dir) : Encyclopédie illustrée de la Lorraine, Histoire de la Lorraine, Époque médiévale, Éd.Serpenoise, Presses universitaires de Nancy, 1990.